# Sasol Limited
Sasol Limited — южноафриканская компания, занимающаяся добычей полезных ископаемых, энергетикой, химией и производством синтетических топлив. В частности, компания занимается производством дизельного топлива и сжиженного газа на основе синтеза Фишера — Тропша.
В списке крупнейших компаний мира Forbes Global 2000 за 2022 год заняла 973-е место (807-е по размеру выручки, 1604-е по чистой прибыли, 1314-е по активам и 1123-е по рыночной капитализации).

## История
Отсутствие собственных запасов нефти делало ЮАР уязвимой для перебоев в поставках топлива, поэтому в 1950 году было решено создать компанию по производству синтетической нефти из угля. Компания была названа South African Coal, Oil, and Gas Corporation (на языке африкаанс Suid-Afrikaanse Steenkool-, Olie- en Gas Maatskappy, SASOL, Южно-Африканская корпорация угля, нефти и газа). Предприятие было построено в 1955 году, но из-за технических проблем производство нефти началось только в 1956 году. Себестоимость нефти, производимой из угля, значительно выше, чем у природной нефти, но компании удалось достичь финансового успеха благодаря протекционистским тарифам на импорт нефти, субсидиям и возможности использовать побочные продукты как сырьё для химического производства. В 1979 году Sasol был реорганизован из государственной компании в публичную путём размещения 70 % акций на фондовой бирже Йоханнесбурга. В 1980 году начал работу второй завод, а в 1982 году — третий.
В начале 1990-х годов государственная поддержка компании прекратилась, и ей пришлось быстро расширять своё химическое подразделение, продукция которого была значительно более конкурентоспособной, чем синтетическая нефть. Были созданы несколько совместных предприятий с компаниями из Германии, благодаря чему Sasol вошла в число крупнейших в мире производителей такой продукции, как воск и взрывчатые вещества. В 1999 году было создано совместное предприятие с Chevron Corporation по строительству в Нигерии завода по производству нефтепродуктов из природного газа. В 2000 году совместное предприятие было реорганизовано в компанию Sasol Chevron Holdings для строительства таких заводов в других странах.

## Деятельность
Добыча угля ведётся на 6 шахтах, средний уровень добычи составляет 37 млн тонн в год, извлекаемые запасы — 1,25 млрд тонн. Кроме угля компания имеет доли в проектах по добыче природного газа в Мозамбике и Канаде (канадские активы были проданы в июле 2021 года)
Основные производственные мощности компании сосредоточены в городах Сасолбург и Секунда. Компания также имеет долю в реализуемых проектах в Катаре (Oryx GTL), Иране (Arya Polymers) и Нигерии (Escravos GTL). Химические предприятия имеются в США (Лейк-Чарльз, Луизиана), по три завода в Германии и Италии, два в КНР; небольшие предприятия есть в Словакии, Австрии и Великобритании.
Основные подразделения по состоянию на июнь 2021 года:
- Энергия
  - добыча угля — выручка 21,7 млрд рэндов;
  - добыча газа — выручка 11,0 млрд рэндов;
  - топливо — синтетическая нефть в ЮАР, сжиженный газ в Катаре; выручка 60,6 млрд рэндов.
- Химия
  - химия в ЮАР — выручка 60,6 млрд рэндов;
  - химия в США — выручка 29,4 млрд рэндов;
  - химия в Евразии — выручка 46,0 млрд рэндов.

## Спонсорская деятельность
В сезоне 1993 и 1994 годов компания была спонсором команды Jordan Grand Prix в чемпионате «Формула-1».